# Beat Club
De Beat Club is een DJ-collectief sinds 2003, bestaande uit initiatiefnemer DJ Mikkel van der Meulen (aka Mr.Mills, Ir. Vendermeulen van het DJ-duo De Teutonics), de Belg Piet Popcorn, Waikiki Wilf (Wilf Plum, ex-Dog Faced Hermans), Charley Rhythm (Marco Charles Buschman) en de grondlegger van de house in Nederland dj & producer Eddy de Clercq.
Het collectief brengt op wisselende locaties in Amsterdam sferen uit de vijftiger / zestiger jaren met een platenmix van ska, Jazz, popcorn, latin, boogaloo, rhythm & blues, soul en soundtracks.